# Alabama Monroe
Alabama Monroe (títol original en anglès, The Broken Circle Breakdown) és una pel·lícula dramàtica belga de 2012 dirigida per Felix van Groeningen amb un guió de Carl Joos i van Groeningen. Es basa en l'obra teatral homònima de Johan Heldenbergh i Mieke Dobbels.
La pel·lícula va ser aclamada per la crítica, va ser seleccionada com a entrada belga a la Millor pel·lícula en llengua estrangera als 86è Premis de l'Acadèmia i va estar a la llista de nominacions. La pel·lícula va ser la guanyadora de la millor pel·lícula estrangera als 39è Premis César. Va ser la guanyadora del Premi Lux 2013. Aquesta pel·lícula ha estat subtitulada al català.

## Argument
La pel·lícula està ambientada a Gant, a la regió flamenca de Bèlgica, i narra les vides de Didier (Johan Heldenbergh) i Elise (Veerle Baetens) durant set anys mentre s'enamoren per la seva passió per la música bluegrass. En Didier coneix l'Elise al seu saló de tatuatges i la convida a l'actuació de la seva banda de Bluegrass. Aviat s'enamoren. Quan Didier descobreix que l'Elise té una veu meravellosa, s'uneix a la seva banda com a cantant. Al cap d'uns mesos, l'Elise descobreix que està inesperadament embarassada. Tot i que al principi és un xoc, la parella és feliç. Neix la seva filla Maybelle i durant uns anys viuen una vida feliç i tenen èxit amb la seva banda.
Després del seu sisè aniversari, la Maybelle desenvolupa càncer i la seva salut es deteriora ràpidament, fins que mor al cap d'un any. La mort de la Maybelle té un efecte devastador en la relació d'en Didier i l'Elise i en les seves vides. En Didier se centra en el cientificisme, sobretot després que George W. Bush s'oposi a la investigació de cèl·lules mare embrionàries sota la pressió dels creacionistes i del moviment contra l'avortament. L'Elise troba consol en l'espiritisme i la reencarnació. Els dos s'allunyen cada cop més fins que l'Elise intenta suïcidar-se. És traslladada d'urgència a l'hospital però la troben morta. En Didier accepta aturar la respiració artificial. Finalment, la banda toca una cançó al voltant del llit de mort d'Elise.

## Repartiment
- Johan Heldenbergh com Didier Bontinck / Monroe
- Veerle Baetens com Elise Vandevelde / Alabama
- Nell Cattrysse com a Maybelle
- Geert Van Rampelberg com a William
- Nils De Caster com a Jock
- Robbie Cleiren com a Jimmy
- Bert Huysentruyt com a Jef
- Jan Bijvoet com a Koen
- Blanka Heirman com a Denise

## Producció
La pel·lícula es va rodar del 18 de juliol al 8 de setembre de 2011 a Bèlgica.

## Banda sonora
La banda sonora de bluegrass inclou cançons tradicionals, així com música composta per a la pel·lícula per Bjorn Eriksson. Tota la música de les escenes de la banda és interpretada pels mateixos actors.
1. " Will the Circle Be Unbroken?"
2. "The Boy Who Wouldn't Hoe Corn" d'Alison Krauss, Pat Brayer, Jerry Douglas, Dan Tyminski, Barry Bales i Ron Block
3. "Dusty Mixed Feelings"
4. "Wayfaring Stranger"
5. "Rueben's Train"
6. "Country In My Genes"
7. "Further On Up The Road"
8. "Where Are You Heading, Tumbleweed?"
9. "Over In The Gloryland"
10. "Cowboy Man"
11. "If I Needed You"
12. "Carved Tree Inn"
13. "Sandmountain"
14. "Sister Rosetta Goes Before Us"
15. "Blackberry Blossom"

## Rebuda

### Resposta de la crítica
The Broken Circle Breakdown té una puntuació d'aprovació del 83% al lloc web de ressenyes Rotten Tomatoes, basada en 103 ressenyes, i una puntuació mitjana de 7,30/10. El consens crític del lloc web afirma: "L'abast de The Broken Circle Breakdown a vegades va més enññà d'allòq eu podem comprendre, però en general, és una pel·lícula romàntica embriagadora i finament treballada, i amb una banda sonora fantàstica per arrencar". També té una puntuació de 70 sobre 100 a Metacritic, basada en 29 crítiques, que indica "crítiques generalment favorables".
Boyd van Hoeij de Variety va escriure: "L'edició sofisticada posa de manifest els complexos corrents emocionals subterranis de la història, tot i que la segona meitat de "Breakdown", amb un guió menys convincent, espurneja més que no pas brilla". David Rooney de The Hollywood Reporter va escriure: "L'estructura no lineal funciona molt bé, fent del drama una muntanya russa emocional plena de girs per sentir-se bé/sentir-se malament".

### Premis
| Premi                                                      | Categoria                                       | Destinataris                    | Resultat   |
| ---------------------------------------------------------- | ----------------------------------------------- | ------------------------------- | ---------- |
| Premis de l'Acadèmia                                       | Millor pel·lícula en llengua estrangera         | Bèlgica                         | Nominada   |
| Premis César                                               | Millor pel·lícula estrangera                    | The Broken Circle Breakdown     | Guanyadora |
| Societat de Crítics de Cinema de Denver                    | Millor pel·lícula en llengua estrangera         | The Broken Circle Breakdown     | Nominada   |
| Premis del Cinema Europeu                                  | Cinema europeu                                  | The Broken Circle Breakdown     | Nominada   |
| Premis del Cinema Europeu                                  | Director Europeu                                | Felix Van Groeningen            | Nominada   |
| Premis del Cinema Europeu                                  | Actriu Europea                                  | Veerle Baetens                  | Guanyadora |
| Premis del Cinema Europeu                                  | Actor europeu                                   | Johan Heldenbergh               | Nominada   |
| Premis del Cinema Europeu                                  | Guionista europeu                               | Carl Joos, Felix van Groeningen | Nominada   |
| Premis del Cinema Europeu                                  | Premi del públic a la millor pel·lícula europea | The Broken Circle Breakdown     | Nominada   |
| Societat de Crítics de Cinema de San Diego                 | Millor pel·lícula en llengua estrangera         | The Broken Circle Breakdown     | Nominada   |
| Societat de Crítics de Cinema de San Diego                 | Millor banda sonora original                    | Bjorn Eriksson                  | Nominada   |
| Premis Satellite                                           | Millor pel·lícula en llengua estrangera         | The Broken Circle Breakdown     | Guanyadora |
| Festival de cinema de Tribeca                              | Millor actriu en un llargmetratge narratiu      | Veerle Baetens                  | Guanyadora |
| Festival de cinema de Tribeca                              | Millor guió per a un llargmetratge narratiu     | Carl Joos, Felix Van Groeningen | Guanyadora |
| Associació de crítics de cinema de l'àrea de Washington DC | Millor pel·lícula en llengua estrangera         | The Broken Circle Breakdown     | Guanyadora |
| Premi Lux                                                  | -                                               | The Broken Circle Breakdown     | Guanyadora |